# Jochen Wehner
Jochen Wehner (* 7. März 1936 in Göttingen; † 9. Juni 2020 in Heiligenberg) war ein deutscher Dirigent, Produzent, Arrangeur und Lektor.

## Biographie
Jochen Wehner studierte in Halle und Dresden Dirigieren und erwarb Abschlüsse in Komposition, Klarinette und Violoncello. Nach dem Studium folgten Stationen als Kapellmeister in Magdeburg, Brandenburg und Stendal. 1970 wurde er am Staatstheater Schwerin als Generalmusikdirektor verpflichtet. Seine Affinität zur zeitgenössischen Musik und Komposition führte ihn 1973 zum Leipziger Rundfunk. So wirkte er von 1973 bis 1990 als Produzent, Dirigent und Lektor für Neue Musik beim Sender Leipzig. Als Dirigent des Leipziger Rundfunkchores verantwortete er zahlreiche Schallplattenaufnahmen. Darunter befinden sich u. a. die Madrigale von Paul Hindemith, den Chor-Zyklus Japan-Suite von Hugo Herrmann, das Bach-Poem von Erhard Ragwitz sowie den Zyklus In der Natur op. 63 von Antonín Dvořák. Zusammen mit Gerhard Richter und Gert Frischmuth betreute Jochen Wehner zwischen 1978 und 1980 den Rundfunkchor interimistisch. Parallel dazu hatte er einen Lehrauftrag für die Fächer Partiturspiel und Dirigieren an der Hochschule für Musik und Theater "Felix Mendelssohn Bartholdy" Leipzig inne. Gastdirigate führten ihn zu Rundfunksendern in Polen, der ČSSR und Rumänien, sowie zu renommierten Orchestern, wie der Staatskapelle Dresden und dem Berliner Sinfonieorchester.
Noch vor der Wiedervereinigung wurde Jochen Wehner als Chefdirigent an der Värmlandsoperan im schwedischen Karlstad unter Vertrag genommen. Daneben führten ihn ständige Gastdirigate an die Oper in Göteborg und an die Norwegische Nationaloper in Oslo. 1994 kehrte er nach Leipzig zurück und übernahm die Chefposition des Rundfunk-Blasorchester Leipzig. In dieser Zeit wurde er federführend bei der Gründung der Deutschen Bläserakademie, die sich zur Aufgabe machte, den bläserischen Nachwuchs zu fördern. Die Angebote der Akademie werden mittlerweile von zahlreichen Laien- und Berufsmusikern aus ganz Europa in Anspruch genommen.
Nach seiner Pensionierung 2000 übernahm Jochen Wehner zahlreiche Projekte. 2004 dirigierte er ein Konzert mit Beethovens 9. Sinfonie im Rahmen der Feierlichkeiten zu „10 Jahre Kulturbeziehungen Deutschland – Rumänien“ in Klausenburg. Ein Jahr später stand er am Pult der Hofer Symphoniker und des Jugendblasorchesters des Nordbayerischen Musikbundes. Gastdirigate führten ihn u. a. zur Südwestdeutschen Philharmonie Konstanz, 2007 zu den Hohentwiel-Festspielen, zum städtischen Blasorchester Singen und zu den Balinger-Musiktagen.
Jochen Wehner wohnte vom Jahre 2000 bis zu seinem Tod in Heiligenberg, in der Nähe des Bodensees. Seine letzte Ruhestätte befindet sich auf dem Leipziger Südfriedhof.